# Belairia
Belairia là một chi thực vật có hoa trong họ Đậu.